# Anhidridă acidă

Forma generală a unei anhidride acide (gruparea funcţională este marcată cu albastru).

În chimia organică, o anhidridă acidă este un compus organic care are două grupări acil legate de același atom de oxigen.  Două exemple tipice de anhidride acid organice sunt: anhidrida maleică și anhidrida ftalică.

## Obținere
Anhidridele acide sunt obținute industrial prin diverse metode. Anhidrida acetică este produsă în general prin carbonilarea acetatului de metil.  Anhidrida maleică este produsă prin oxidarea benzenului sau a butanului. Majoritatea metodelor utilizate în laborator au la bază deshidratarea acizilor corespunzători anhidridelor. Condițiile de reacție variază de la acid la acid, dar în general agentul deshidratant folosit este pentoxidul de fosfor:
2 CH3COOH  +  P4O10 →  CH3C(O)OC(O)CH3  +  "(HO)2P4O9"
Clorurile acide sunt de asemenea precursori folositori: 
CH3C(O)Cl  +  HCO2Na  →  HCO2COCH3  +  NaCl